# Сколиватський заказник
Скаливатський заказник — гідрологічний заказник місцевого значення. Об'єкт розташований на території Звенигородського району Черкаської області, місто Багачеве.
Площа — 5,2 га, статус отриманий у 1979 році.

## Галерея

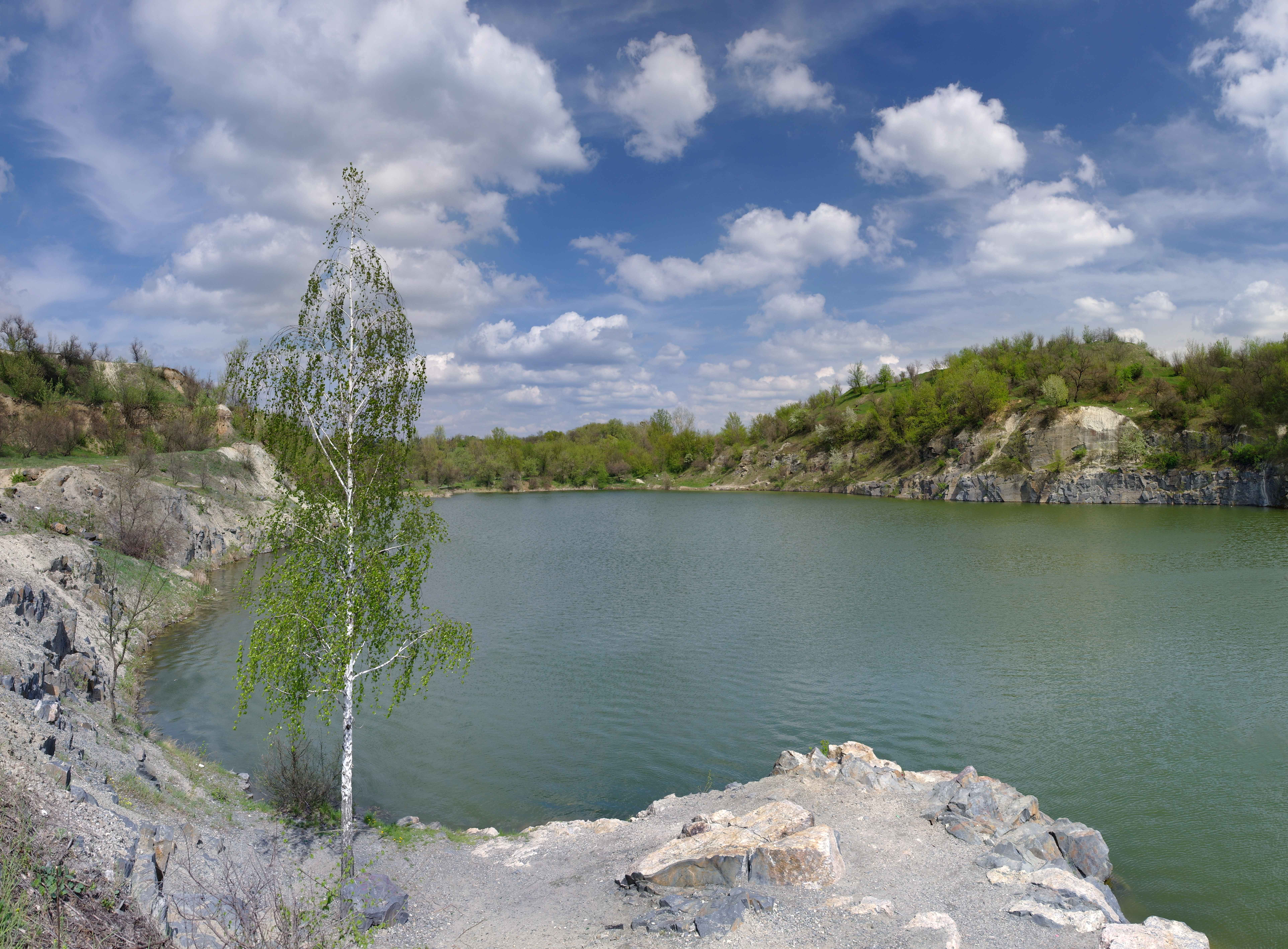
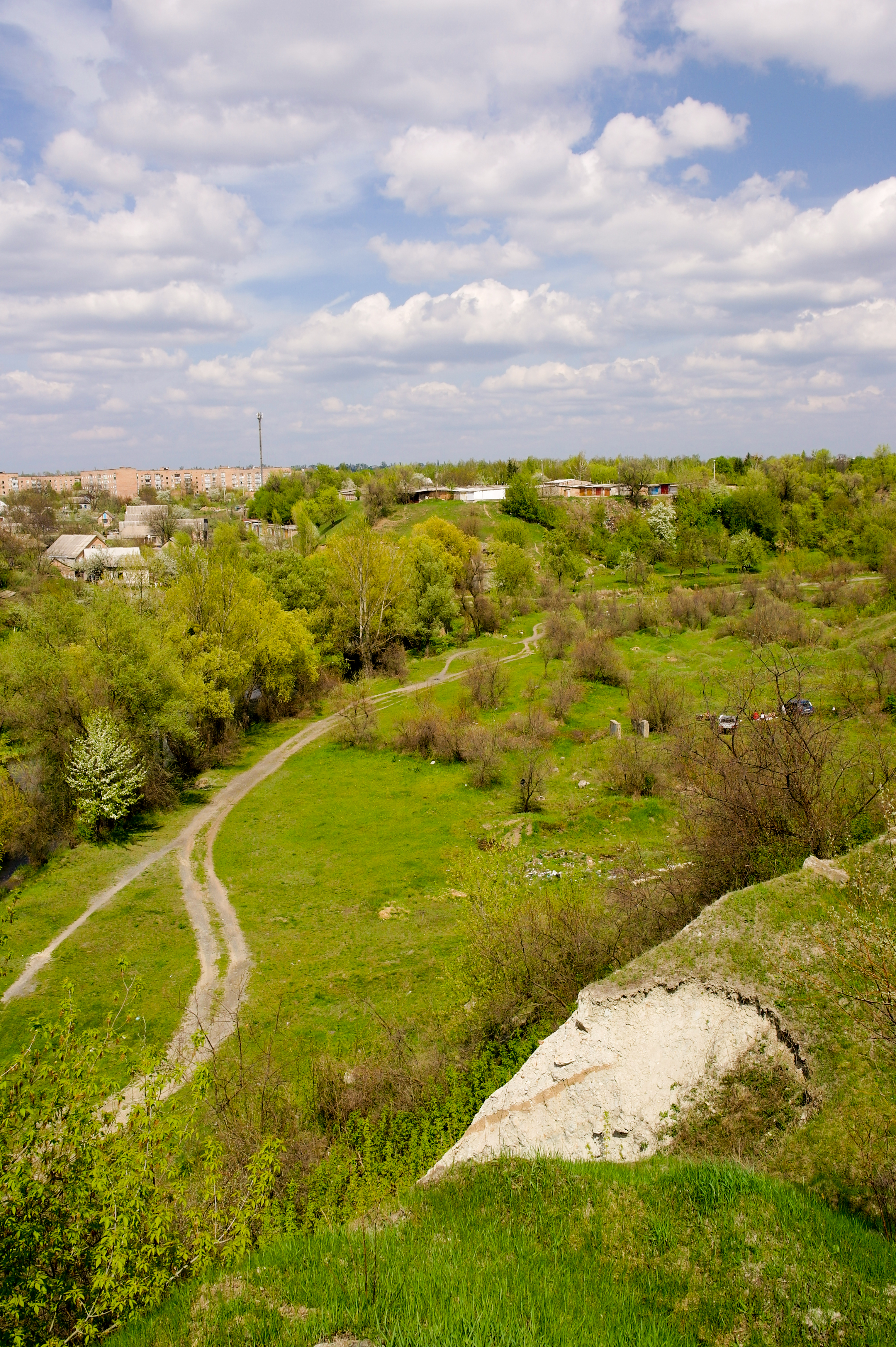